# Otoniel Quintana
Otoniel Quintana Rojas (Padilla, 23 de agosto de 1946 - Padilla, Cauca, 18 de marzo de 2018) fue un futbolista colombiano que jugó en la posición de arquero. Su carrera como arquero lo llevó a destacarse en Millonarios donde obtuvo el récord de imbatibilidad del fútbol colombiano con 1.024 minutos en 1971. Tras su retiro durante 37 años se dedico a la formación de arqueros. Su hermano Diego Rojas Mosquera también fue jugador y actualmente (2025) es el preparador de arqueros del Deportes Quindío. Hijo Francesco Quintana Vidal entrenador de arquero atlético fc
Aunque Otoniel Quintana nunca fue nombrado entrenador en propiedad, dirigió temporalmente a tres de los equipos más importantes de Colombia. En primer lugar, lo hizo con el Atlético Nacional mientras era arquero del club en julio de 1976; posteriormente, durante la temporada 1996-97, asumió el mando en diez partidos de Millonarios con un saldo negativo, y también dirigió seis encuentros del  América de Cali.  

## Jugador
Otoniel Quintana se da a conocer en el campeonato Nacional Juvenil del año 1963 realizado en Popayán y donde la Selección del Cauca sale campeón; este es reclutado rápidamente por Millonarios, momento en que fungían como arqueros de trayectoria Senén Mosquera y Efraín Sánchez, en el año 1968 es el arquero titular de la Selección Colombia en los Juegos Olímpicos de México.
Entre el 12 de septiembre y 14 de noviembre de 1971 establece el récord de imbatibilidad del fútbol colombiano con 1.024 minutos con Millonarios.
En 1972 es campeón con Millonarios sin embargo en 1974 pasa a Atlético Nacional donde a su vez es campeón en 1976 y al año siguiente se retira jugando para Cristal Caldas.

## Selecciones Colombia
Quintana también supo defender el arco de la Selección Colombia en el Sudamericano Juvenil de 1967, el Preolímpico de 1968, los Juegos Olímpicos de México 68 y las eliminatorias a México 70 y Alemania 74.

### Participaciones en Juegos Olímpicos
| Torneo                   | Sede   | Resultado    |
| ------------------------ | ------ | ------------ |
| Juegos Olímpicos de 1968 | México | Primera fase |

## Preparador de arqueros
Durante sus últimos años de vida se dedicó al entrenamiento de arqueros en diferentes equipos de Colombia teniendo gran éxito en América de Cali desde 1998 en donde obtuvo varios títulos e incluso ha sido entrenador del equipo profesional de manera interina, en enero de 2011 y para sorpresa de la prensa el profe Oto fue retirado del equipo sin embargo a final de año tras la contratación de Eduardo Lara como entrenador del equipo para la temporada 2012 es recontratado como preparador de arqueros del primer equipo.
Bajo su entrenamiento han estado arqueros de la talla de Diego Gómez, Luis Barbat, Robinson Zapata, Julian Viafara, Adrian Berbia o Alexis Viera; todos protagonistas de varios títulos y campañas exitosas del América de Cali, además dirigió en varios partidos de las 4 ediciones de la Copa Merconorte entre ellos la final de ida jugada en Cali (1999) año en que el Rojo del Valle se llevó el título.
Su vínculo con el América de Cali se extendió por casi 20 años (1998-2018), estando en la labor de preparar a los arqueros del club escarlata desde la preinfantil hasta el equipo profesional, esto fue interrumpido brevemente en 2011. Al momento de su fallecimiento en 2018, ejercía como asistente técnico de Carlos Fernando Asprilla en el equipo sub-20, consolidando un legado de dos décadas de aportes con los diablos rojos.

## Muerte
Murió de un paro cardiorrespiratorio en el municipio de Padilla, departamento del Valle del Cauca..

## Clubes

### Como jugador
| Club              | País     | Año         | PJ  |
| ----------------- | -------- | ----------- | --- |
| Millonarios       | Colombia | 1964 - 1973 | 131 |
| Atlético Nacional | Colombia | 1974 - 1976 | 20  |
| Cristal Caldas    | Colombia | 1977        | 7   |

### Como preparador de arqueros
| Club                                   | País     | Año         |
| -------------------------------------- | -------- | ----------- |
| Deportes Tolima                        | Colombia | 1981 - 1990 |
| River Plate de Buga                    | Colombia | 1992        |
| Selección Sub-17                       | Colombia | 1993        |
| Real Cartagena                         | Colombia | 1994        |
| Independiente Popayán                  | Colombia | 1995        |
| Millonarios                            | Colombia | 1996 - 1997 |
| América de Cali (todas las categorías) | Colombia | 1998 - 2018 |

### Como entrenador
| Atlético Nacional · Colombia | 1ª                  | 1976 (e)            | 3  | 1 | 1 | 1 | - | - | - | - | - | - | - | - | 3  | 1 | 1 | 1  | 44.44% |
| Atlético Nacional · Colombia | Total               | Total               | 3  | 1 | 1 | 1 | 0 | 0 | 0 | 0 | 0 | 0 | 0 | 0 | 3  | 1 | 1 | 1  | 44.44% |
| Deportes Tolima · Colombia   | 1ª                  | 1981 (e)            |    |   |   |   | - | - | - | - | - | - | - | - |    |   |   |    | 52.09% |
| Deportes Tolima · Colombia   | Total               | Total               |    |   |   |   | 0 | 0 | 0 | 0 | 0 | 0 | 0 | 0 |    |   |   |    | 52.09% |
| Millonarios · Colombia       | 1ª                  | 1996 (e)            | 6  | 2 | 1 | 3 | - | - | - | - | - | - | - | - | 6  | 2 | 1 | 3  | 38.89% |
| Millonarios · Colombia       | 1ª                  | 1997 (e)            | 4  | 0 | 1 | 3 | - | - | - | - | - | - | - | - | 4  | 0 | 1 | 3  | 8.33%  |
| Millonarios · Colombia       | Total               | Total               | 10 | 2 | 2 | 6 | 0 | 0 | 0 | 0 | 0 | 0 | 0 | 0 | 10 | 2 | 2 | 6  | 26.67% |
| América de Cali · Colombia   | 1ª                  | 1999 (e)            | 1  | 0 | 1 | 0 | - | - | - | - | 2 | 0 | 0 | 2 | 3  | 0 | 1 | 2  | 11.11% |
| América de Cali · Colombia   | 1ª                  | 2005 (e)            | 3  | 1 | 0 | 2 | - | - | - | - | - | - | - | - | 3  | 1 | 0 | 2  | 33.33% |
| América de Cali · Colombia   | Total               | Total               | 4  | 1 | 1 | 2 | 0 | 0 | 0 | 0 | 2 | 0 | 0 | 2 | 6  | 1 | 1 | 4  | 22.23% |
| Total en su carrera          | Total en su carrera | Total en su carrera | 17 | 4 | 4 | 9 | 0 | 0 | 0 | 0 | 2 | 0 | 0 | 2 | 19 | 4 | 4 | 11 | 28.07% |
| 1. 2.                        |                     |                     |    |   |   |   |   |   |   |   |   |   |   |   |    |   |   |    |        |

## Palmarés

### Como jugador
| Título           | Club              | País     | Año  |
| ---------------- | ----------------- | -------- | ---- |
| Primera División | Millonarios       | Colombia | 1972 |
| Primera División | Atlético Nacional | Colombia | 1976 |

### Como entrenador
| Título              | Club               | País     | Año  |
| ------------------- | ------------------ | -------- | ---- |
| Sudamericano Sub-17 | Selección Colombia | Colombia | 1993 |
| Primera División    | América de Cali    | Colombia | 2000 |
| Primera División    | América de Cali    | Colombia | 2001 |
| Torneo Apertura     | América de Cali    | Colombia | 2002 |
| Torneo Finalización | América de Cali    | Colombia | 2008 |
| Torneo Apertura PB  | América de Cali    | Colombia | 2012 |

### Copas internacionales
| Título          | Equipo (*)      | País     | Año  |
| --------------- | --------------- | -------- | ---- |
| Copa Merconorte | América de Cali | Colombia | 1999 |